# Сайон
Сайон (фр. Saillon) — місто  в Швейцарії в кантоні Вале, округ Мартіньї.

## Географія
Місто розташоване на відстані близько 90 км на південь від Берна, 16 км на південний захід від Сьйона.
Сайон має площу 13,7 км², з яких на 8,2% дозволяється будівництво (житлове та будівництво доріг), 37,7% використовуються в сільськогосподарських цілях, 20,5% зайнято лісами, 33,6% не є продуктивними (річки, льодовики або гори).

## Демографія
2019 року в місті мешкало 2687 осіб (+25,8% порівняно з 2010 роком), іноземців було 19,6%. Густота населення становила 196 осіб/км².
За віковим діапазоном населення розподілялося таким чином: 22,7% — особи молодші 20 років, 57,9% — особи у віці 20—64 років, 19,4% — особи у віці 65 років та старші. Було 1171 помешкань (у середньому 2,3 особи в помешканні).
Із загальної кількості 807 працюючих 202 було зайнятих в первинному секторі, 95 — в обробній промисловості, 510 — в галузі послуг.